# Leonardo Campana
Leonardo Campana, né le 24 juillet 2000 à Guayaquil en Équateur est un footballeur international équatorien. Il possède également la nationalité américaine. Il joue au poste d'avant-centre au Revolution de la Nouvelle-Angleterre en MLS.

## Biographie

### En club

#### Arrivée à Wolverhampton et prêts
Le 21 janvier 2020, Leonardo Campana rejoint l'Angleterre en signant un contrat de trois ans et demi avec Wolverhampton Wanderers, pour ce qui est sa première expérience en Europe.
Le 19 septembre 2020 il est prêté pour une saison au club portugais du FC Famalicão,. Il joue son premier match avec ce club face au Belenenses SAD, le 28 septembre 2020. Il entre en jeu et son équipe s'impose par deux buts à un. Avec cette équipe il marque deux buts, le premier le 22 avril 2021 contre Gil Vicente (victoire 0-3 de Famalicão) et le second quatre jours plus tard contre le CD Tondela (2-2).
Le 16 juillet 2021 Leonardo Campana est prêté pour une saison au Grasshopper Zurich.

#### Inter Miami
En janvier 2022, il est rappelé de son prêt à Zurich pour être envoyé à l'Inter Miami pour un nouveau prêt pour la saison 2022 de Major League Soccer.
Campana joue son premier match pour l'Inter Miami le 26 février 2022, lors de la première journée de la saison 2022 de MLS face au Fire de Chicago. Il est titularisé et les deux équipes se neutralisent (0-0 score final),. Il se fait remarquer le 9 avril 2022, en réalisant un triplé en MLS face au Revolution de la Nouvelle-Angleterre. Il permet ainsi à son équipe de s'imposer par trois buts à deux,. Le 18 septembre 2022, Campana réalise son premier doublé pour l'Inter Miami lors d'une rencontre de MLS face à D.C. United. Titulaire, il contribue à la victoire de son équipe par trois buts à deux.
Auteur de douze buts en trente rencontres en 2022, l'Inter Miami lève l'option d'achat le 20 janvier 2023 et Leonardo Campana s'engage avec la franchise floridienne pour trois saisons.

### En sélection
Avec l'équipe d'Équateur des moins de 20 ans, Leonardo Campana participe au championnat sud-américain des moins de 20 ans en début d'année 2019. Il est sacré vainqueur de la compétition avec son équipe, en étant l'un des grands artisans du titre. En effet, titulaire à la pointe de l'attaque, il est l'auteur de six buts, ce qui fait de lui le meilleur buteur du tournoi. Il inscrit un but contre l'Uruguay, puis un autre contre le Pérou (avec également une passe décisive), puis un autre contre l'Argentine, puis un autre contre la Colombie, et termine en beauté avec un doublé lors du dernier match face au Venezuela.
Il participe ensuite quelques mois plus tard à la Coupe du monde des moins de 20 ans organisée en Pologne. Lors du mondial junior, il joue sept matchs. De nouveau titulaire indiscutable, il s'illustre en délivrant une passe décisive en quart de finale contre les États-Unis. Les joueurs équatoriens terminent troisième du mondial.
Le 22 mars 2019, il joue son premier match avec l'équipe nationale d'Équateur, face aux États-Unis. Il entre en jeu en cours de partie, et son équipe s'incline sur le score de un but à zéro ce jour-là.

## Statistiques

### En sélection nationale
| Saison                | Sélection             | Phases finales        | Phases finales | Phases finales | Phases finales | Éliminatoires CDM | Éliminatoires CDM | Éliminatoires CDM | Matchs amicaux | Matchs amicaux | Matchs amicaux | Total | Total | Total |
| Saison                | Sélection             | Compétition           | M              | B              | Pd             | M                 | B                 | Pd                | M              | B              | Pd             | M     | B     | Pd    |
| --------------------- | --------------------- | --------------------- | -------------- | -------------- | -------------- | ----------------- | ----------------- | ----------------- | -------------- | -------------- | -------------- | ----- | ----- | ----- |
| 2018-2019             | Équateur              | Copa América 2019     | -              | -              | -              | -                 | -                 | -                 | 2              | 0              | 0              | 2     | 0     | 0     |
| 2019-2020             | Équateur              | -                     | -              | -              | -              | -                 | -                 | -                 | 2              | 0              | 0              | 2     | 0     | 0     |
| 2020-2021             | Équateur              | Copa América 2021     | 4              | 0              | 0              | 1                 | 0                 | 0                 | 1              | 0              | 0              | 6     | 0     | 0     |
| 2021-2022             | Équateur              | -                     | -              | -              | -              | 0                 | 0                 | 0                 | 2              | 0              | 0              | 2     | 0     | 0     |
| 2022-2023             | Équateur              | Coupe du monde 2022   | -              | -              | -              | -                 | -                 | -                 | 1              | 0              | 0              | 1     | 0     | 0     |
| 2023-2024             | Équateur              | Copa América 2024     | -              | -              | -              | 2                 | 0                 | 0                 | -              | -              | -              | 2     | 0     | 0     |
| 2024-2025             | Équateur              | -                     | -              | -              | -              | 1                 | 0                 | 0                 | -              | -              | -              | 1     | 0     | 0     |
| Total sur la carrière | Total sur la carrière | Total sur la carrière | 4              | 0              | 0              | 4                 | 0                 | 0                 | 8              | 0              | 0              | 16    | 0     | 0     |

## Palmarès

### En Club
- Inter Miami CF :
  - Vainqueur de la Leagues Cup en 2023.

### En sélection
- Équateur -20 ans :
  - Vainqueur du championnat de la CONMEBOL des moins de 20 ans en 2019.

## Distinctions personnelles
- Meilleur buteur du championnat de la CONMEBOL en 2019 avec six réalisations